# Escape (programma radiofonico)
Escape è un radiodramma statunitense. Era la principale serie antologica radiofonica dell'epoca, in onda sulla CBS dal 7 luglio 1947 al 25 settembre 1954. Poiché il programma non aveva uno sponsor regolare come Suspense, era soggetto a frequenti spostamenti di programma e budget di produzione inferiori, sebbene Richfield Oil abbia firmato come sponsor per cinque mesi nel 1950.
Nonostante questi problemi, Escape ha affascinato molti ascoltatori durante i suoi sette anni. La sigla di apertura della serie combinava Una notte sul Monte Calvo di Mussorgsky con questa introduzione, intonats da William Conrad e successivamente da Paul Frees:
"Tired of the everyday grind? Ever dream of a life of romantic adventure? Want to get away from it all? We offer you... Escape!"
Seguendo il tema di apertura, un secondo annunciatore (di solito Roy Rowan) aggiungeva:
"Escape! Designed to free you from the four walls of today for a half-hour of high adventure!"
Una controparte televisiva andò in onda sulla CBS TV per alcuni mesi nel 1950.